# Mats Erixon
Per Mats Stefan Erixon, född 19 mars 1958 i Nässjö, är en svensk före detta friidrottare som tävlade för Mölndals AIK.
Erixon var en av Sveriges mest framgångsrika långdistanslöpare under 1980- och 1990-talet. Hans främsta meriter var en fjärde plats på 10 000 meter vid EM i Stuttgart 1986 och en tolfte plats på 5 000 meter vid OS i Los Angeles 1984.
Bland hans andra meriter märks bland annat flera SM-guld och seger på både 5 000 och 10 000 meter i Finnkampen 1985. Erixon innehar även rekordet på flest segrar i Göteborgsvarvet då han vunnit detta fem gånger.

## Familj
Erixon är bror till den före detta allsvenska fotbollsspelaren Tomas Erixon.

## Internationella mästerskap
- OS 1984 5000 meter, 12:a
- VM 1987 10 000 meter, 12:a
- Terräng-VM 12 000 meter

1982, 42:a
1983, 82:a
1984, 89a
1985, 69:a
1986, 46:a
1987, 77:a
- EM 5 000 meter 1982 14:e
- EM 10 000 meter

1982, 12:a
1986, 4:a

## SM-medaljer
- 5 000 meter

guld 1981, 1982, 1984, 1985, 1986, 1988
silver 1980, 1987
- 10 000 meter

guld 1984, 1985, 1987, 1989, 1990, 1991
silver 1980, 1982, 1992
brons 1979
- Halvmaraton

guld 1984
- 4 000 meter terräng

guld 1982
silver 1984, 1985, 1986
- 12 000 meter terräng

guld 1991
brons 1980, 1989

## Personliga rekord
- 800 meter 1.51,60  1984[4]
- 1 500 meter 3.41,49 1981[4]
- 3 000 meter 7.48,20 1985[4]
- 5 000 meter 13.24,20 1987[5]
- 10 000 meter 27.56,56 1982[5]
- Halvmaraton 1:02.54 1982[4]
- Maraton 2:13,29 1985[4]